# Cineteatro Emacite
O Cineteatro Emacite é uma sala de espetáculos, em especial de projeção cinematográfica e de apresentação teatral, que fica na cidade de Mafra. 

## Histórico
Em 1940, José Rauen idealizou um projeto para a construção de um complexo constituído por Hotel, Cinema e Restaurante na cidade de Mafra, cujo objetivo principal era a exploração do comércio cinematográfico e teatral. Tal complexo, a Empresa Mafrense de Cinema e Teatro, vindo dessas iniciais o nome Emacite, foi fruto de uma parceria entre José Rauen e Alfredo Herbst, que disponibilizou parte de seu capital com um terreno situado em Mafra, na Rua Coronel Victorino Bacelar e Praça Hercílio Luz, com área de 1813,60m², onde foi edificado o prédio destinado ao cinema.
Sua construção teve início em 1950, sendo que o projeto inicial não passou de quatro paredes levantadas e teve a construção paralisada, sendo retomado apenas em 1958, pelo engenheiro Rubens Meister. Para que o projeto pudesse ser realizado foram vendidas cotas para os mafrenses e rionegrenses. Todos receberiam dividendos, o que nunca aconteceu.O Cine Emacite NÃO FOI CONSTRUÍDO POR DUAS PESSOAS , MAS PELA POPULAÇÃO DA ÉPOCA. O cinema foi concluído em 1961 e neste mesmo ano inaugurado em grande estilo, com acomodação para 901 pessoas. Sua arquitetura tem sido considerada uma das melhores do estado, com excelente acústica, tornando-se um dos mais modernos e perfeitos cinemas da época.
Com os avanços tecnológicos e o surgimento do vídeocassete em 1988, o cinema sofreu grande queda de público, não podendo mais repetir filmes, como era costume até então, e sim somente exibir lançamentos. Em meados do século XX, o Cine Emacite deixou de exibir filmes definitivamente, por não conseguir manter as despesas da sala e pela escassez de público.
No início do século XXI foi reformado pela Prefeitura Municipal de Mafra, sob a responsabilidade da arquiteta Dilene Dias, e reaberto em 2005, sob nova direção e dispondo de ambiente moderno e, com a reforma, o palco ganhou espaço avançando sobre a platéia, que ficou com 717 lugares. Atualmente, atuando como Cineteatro e Eventos Emacite, caracteriza-se por ser um dos poucos cinemas de rua ainda em atividade, e apresenta programação cultural diversificada abrangendo cinema e teatro.

## Histórico cultural
O Cine Emacite, teve seu maior movimento nos anos 60 e 70. Os cinemas da época, mediante o fato de ainda não existir vídeocassete, apresentavam lançamentos, reprises, em especial de filmes famosos, pois era a única forma, muitas vezes, de se assitir a um filme cultuado pela tradição.
A cultura do cinema, nas décadas de 60 e 70, era característica, de forma a se tornar um marco social de relevância e acesso à cultura e informação. Os cinemas eram o ponto de encontro da cidade, o local onde os jovens se conheciam, encontravam e namoravam. Havia a importância da espera da sessão, quando a sala de cinema era mantida iluminada, e os jovens da cidade usavam-na para a antiga “paquera”; havia também a importância da comunicação, mediante o fato de o cinema ter sido, na época, um meio de difundir comportamentos, modas e tendências. 
A programação do Cine Emacite, nas décadas de 60 e 70, tinha características próprias, apresentava a maior parte dos filmes aos sábados e domingos, através das sessões da tarde, as matinês, além de sessões noturnas. Havia também sessões especiais, tais como a sessão “Belo-sexo”, às quartas-feiras à noite, quando as mulheres não pagavam o ingresso. Geralmente, a sessão era dupla, apresentava dois filmes seguidos, e quase sempre um dos filmes era um Western spaghetti. Os lançamentos passavam, na sua maioria, na sessão da noite. Houve alguns lançamentos históricos, que mereceram sessões extras, como quando foi lançado o filme Gandhi, de Richard Attenborough, e grande parte da população da cidade foi assistir.

## Características
O Cineteatro Emacite é um espaço adaptado como centro poli-valente, para cinema, palestras, eventos musicais, apresentações teatrais e danças. Sua capacidade atual é de 717 pessoas. Possui um hall de entrada, saídas laterais, e um palco com 6,80 m de altura e 14 m de comprimento.
As poltronas são estofadas com a parte posterior em madeira que favorece o tempo de reverbação alto, ideal para coros e orquestras.
"O sistema de projeção ainda movido a carvão funciona razoavelmente bem. São excelentes máquinas de fabricação inglesa, não há deficiência. O sistema interno de som também é de primeira qualidade". Por estar incorporada ao circuito Paraná/Santa Catarina/Rio Grande do Sul, a empresa exibe somente filmes inéditos e lançamentos em conjunto com as capitais dos três Estados.

## Acústica
As aferições acústicas recentes confirmaram nível de "Excelência acústica ISO 3382 " (ruído de fundo: 25 decibéis, vivacidade, calor (presença de graves), brilho (harmônicos superiores), nível de som direto, clareza (bem definida, limpa) e impressão espacial (efeito psicoacústico).